# Tom Garrick
Thomas S. "Tom" Garrick (West Warwick, Rhode Island; 7 de julio de 1966) es un exjugador y actual entrenador de baloncesto estadounidense que jugó cuatro temporadas en la NBA, además de hacerlo en la CBA, la Bundesliga, la liga ACB y la liga turca. Con 1,88 metros de estatura, jugaba en la posición de base. En la actualidad es entrenador asistente del equipo femenino de la Universidad Vanderbilt.

## Trayectoria deportiva

### Universidad
Jugó durante cuatro temporadas con los Rams de la Universidad de Rhode Island, en las que promedió 13,1 puntos, 3,4 asistencias y 3,8 rebotes por partido. En 1988 llevó al equipo a los octavos de final (Sweet Sixteen) del Torneo de la NCAA, batiendo el récord de anotación en un partido de la Atlantic-10 Conference, con 50 puntos. Fue elegido el mejor jugador del torneo. Se encuentra en la actualidad entre los 10 mejores de todos los tiempos de su universidad en 17 aspectos estadísticos, siendo el único jugador del centro en aparecer en una portada de Sports Illustrated.

### Profesional
Fue elegido en la cuadragésimo quinta posición del Draft de la NBA de 1988 por Los Angeles Clippers, donde jugó tres temporadas, siendo la más destacada la segunda de ellas, cuando debido a las lesiones de los dos hmobres habituales en el puesto de base, Ron Harper y Gary Grant, llegó a ser titular en 22 partidos, promediando al final 7,0 puntos y 4,0 asistencias por partido.
Tras ser despedido, en la temporada 1991-92 llegó a acumular varios contratos temporales con San Antonio Spurs, Minnesota Timberwolves y Dallas Mavericks,  sin destacar en ninguno de ellos. El año siguiente lo pasó en los Rapid City Thrillers de la CBA, para comenzar su aventura internacional en 1993, fichando por el Bayer Leverkusen de la Basketball Bundesliga, donde jugó dos temporadas, ganando el título de liga an ambas.
En 1995 fichó por el Meysu Spor Kulubu de la liga turca, y al año siguiente recaló en el Caja San Fernando, donde en su única temporada promedió 12,9 puntos y 2,1 asistencias. Acabó su carrera regresando a Turquía en 1997, fichando por el Kombassan Konya, donde promedió 15,2 puntos y 3,3 asistencias.

### Entrenador
Nada más terminar su carrera como jugador regresó a su alma mater para ser entrenador asistente en el equipo masculino entre 1998 y 2001, ocupando el mismo puesto en el femenino entre 2001 y 2003. Tras un breve paso como asistente por la Universidad de Virginia, en 2004 se hace cargo como entrenador principal del equipo femenino de las Rhode Island Rams. Permanece en el puesto hasta 2009, fecha en la que se marcha a la Universidad Vanderbilt nuevamente como asistente.

## Estadísticas de su carrera en la NBA

### Temporada regular
| Temporada | Edad | Equipo                 | Liga | P   | TIT | MIN  | TC  | TCA | %TC  | 3P  | 3PA | %3P  | TL  | TLA | %TL   | R.OF. | R.DEF. | REB | ASIS | ROB | TAP | PER | FP  | PTS |
| 1988-89   | 22   | Los Angeles Clippers   | NBA  | 71  | 20  | 21.1 | 2.5 | 5.1 | .490 | 0.0 | 0.2 | .000 | 1.4 | 1.8 | .803  | 0.5   | 1.7    | 2.2 | 3.4  | 1.1 | 0.1 | 1.6 | 2.0 | 6.4 |
| 1989-90   | 23   | Los Angeles Clippers   | NBA  | 73  | 22  | 23.6 | 2.8 | 5.8 | .494 | 0.1 | 0.3 | .190 | 1.2 | 1.6 | .772  | 0.5   | 1.8    | 2.2 | 4.0  | 1.2 | 0.1 | 1.6 | 2.1 | 7.0 |
| 1990-91   | 24   | Los Angeles Clippers   | NBA  | 67  | 0   | 14.2 | 1.5 | 3.5 | .424 | 0.0 | 0.3 | .000 | 0.9 | 1.2 | .759  | 0.6   | 1.3    | 1.9 | 3.3  | 0.9 | 0.0 | 1.0 | 1.5 | 3.9 |
| 1991-92   | 25   | TOTAL                  | NBA  | 40  | 5   | 13.7 | 1.5 | 3.6 | .413 | 0.0 | 0.1 | .250 | 0.5 | 0.7 | .692  | 0.3   | 1.1    | 1.4 | 2.5  | 0.9 | 0.1 | 1.1 | 1.4 | 3.4 |
| 1991-92   | 25   | San Antonio Spurs      | NBA  | 19  | 5   | 19.7 | 2.3 | 4.9 | .473 | 0.0 | 0.1 | .000 | 0.5 | 0.8 | .625  | 0.4   | 1.7    | 2.2 | 3.3  | 1.1 | 0.1 | 1.6 | 1.7 | 5.2 |
| 1991-92   | 25   | Minnesota Timberwolves | NBA  | 15  | 0   | 7.5  | 0.7 | 2.2 | .333 | 0.1 | 0.1 | .500 | 0.4 | 0.5 | .750  | 0.1   | 0.5    | 0.6 | 1.2  | 0.5 | 0.2 | 0.7 | 0.9 | 1.9 |
| 1991-92   | 25   | Dallas Mavericks       | NBA  | 6   | 0   | 10.5 | 0.7 | 2.8 | .235 | 0.0 | 0.2 | .000 | 0.3 | 0.3 | 1.000 | 0.3   | 0.7    | 1.0 | 2.8  | 1.3 | 0.0 | 0.7 | 1.2 | 1.7 |
| Total     |      |                        | NBA  | 251 | 47  | 18.8 | 2.2 | 4.6 | .469 | 0.0 | 0.2 | .083 | 1.1 | 1.4 | .775  | 0.5   | 1.5    | 2.0 | 3.4  | 1.1 | 0.1 | 1.4 | 1.8 | 5.4 |